# Arnhem Land
Arnhem Land là một trong năm vùng của Lãnh thổ Bắc Úc, Úc. Nó tọa lạc ở góc đông bắc của lãnh thổ này và cách thủ phủ Darwin 500 km (310 mi). Vùng này có diện tích 97.000 km2 (37.000 dặm vuông Anh) (vườn quốc gia Kakadu cũng nằm tại đây), và dân số khoảng 16.230 người. Năm 1623, thuyền trưởng William van Colster của Công ty Đông Ấn Hà Lan dong buồm đến Vịnh Carpentaria và đặt tên Mũi Arnhem theo con thuyền của ông, chiếc Arnhem (mà chính nó lại được đặt theo tên thành phố Arnhem tại Hà Lan).
12.000 dân trong vùng là người Yolngu, cư dân bản địa tại đây. Trung tâm dịch vụ là Nhulunbuy, cách Darwin 600 km về phía đông, được thành lập vào thập niên 1970 như một thị trấn mỏ bauxit. Những trung tâm dân cư khác là Yirrkala (cạnh bên Nhulunbuy), Gunbalanya (trước đây tên Oenpelli), Ramingining, và Maningrida.
Một phần đáng kể dân cư, mà đa số là thổ dân, sống tại những điểm dân sự rất nhỏ. Phong trào di dân này bắt đầu từ thập niên 1980, thường là để tránh những vấn đề tại những thị trấn lớn hơn. Những nơi này có rất ít ảnh hưởng của phương tây. Nhiều lãnh đạo vùng này đã kêu gọi và vẫn đang kêu gọi một hiệp ước cho phép người Yolngu tự quản lý dưới luật lệ truyền thống của họ.
Trong hai năm 2013-14, toàn vùng đóng góp 1,3 tỷ Mỹ kim hay 7% tổng sản xuất sản phẩm khu vực (GSP), chủ yếu bằng việc khai mỏ bauxit.

## Lịch sử

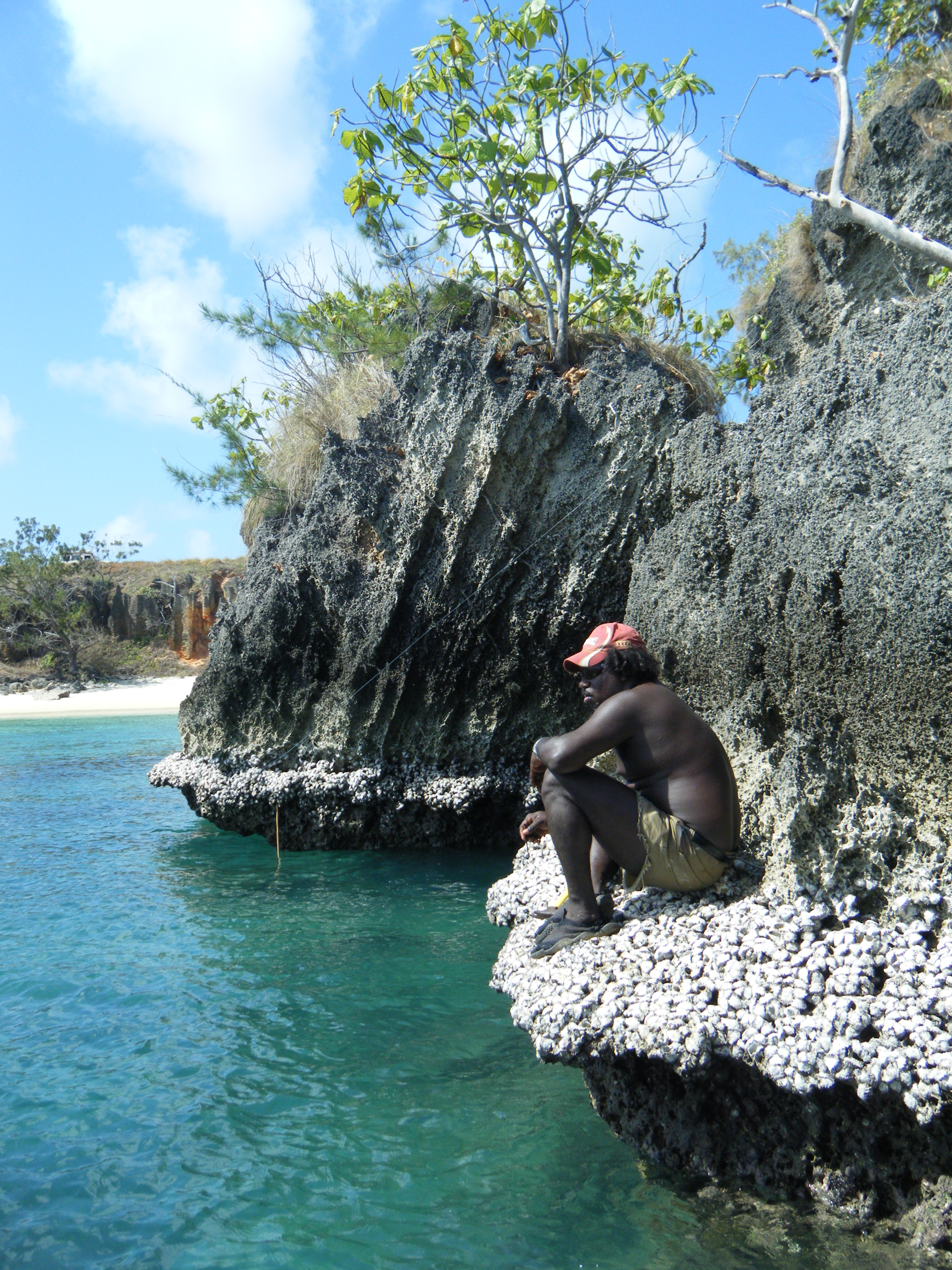
Một người đàn ông thổ dân. Đa số người dân Arnhem Land là thổ dân.

Arnhem Land đã là nơi sinh sống của thổ dân từ hàng chục nghìn năm và là nơi phát hiện ra chiếc rìu đá cổ nhất, được vài học giả ước tính là tới 35.500 năm tuổi. Bán đảo Gove là một phòng tuyến quân sự của Úc vào chiến tranh thế giới II.
Từ ít nhất thế kỷ 18 (và có thể sớm hơn), những thương gia Hồi giáo từ Makassar (nay Indonesia) đã đến Arnhem Land để trao đổi, mua bán, và thu gom hải sâm (trepang).
Sự tiếp xúc với người Makassar này là ví dụ đầu tiên về sự gặp gỡ giữa thổ dân Úc và cư dân châu Á lân cận.
Người Makassar trao đổi hàng hóa như quần áo, thuốc lá, dao, gạo, và rượu để lấy quyền đánh bắt trepang và thuê mướn lao động địa phương. Ngôn ngữ pidgin Makassar trở thành một lingua franca dọc theo duyên hải phía bắc.

## Liên kết ngoải
- Hướng dẫn du lịch Arnhem Land từ Wikivoyage
- Arnhem Lưu trữ ngày 9 tháng 9 năm 2007 tại Wayback Machine
- Trang web cộng đồng trực tuyến Gove Lưu trữ ngày 5 tháng 8 năm 2018 tại Wayback Machine
- Bawaka Lưu trữ ngày 11 tháng 2 năm 2011 tại Wayback Machine